# Møllehøj
O Møllehøj é a mais alta elevação natural da Dinamarca (excluindo a Gronelândia e as Ilhas Faroé), com 170,86 metros de altitude.
Fica localizado na península da Jutlândia.
Levantamentos em fevereiro de 2005 mostraram que o Møllehøj é 9 centímetros mais elevado do que o Yding Skovhøj.
Até 1847 julgava-se que o ponto mais elevado da Dinamarca era o Himmelbjerget (que tem 147 metros).